# Miekiany (leśniczówka w sielsowiecie Mieżany)
Miekiany (biał. Мякяны; ros. Мекяны)  – dawna leśniczówka. Tereny, na których leżała, znajdują się obecnie na Białorusi, w obwodzie witebskim, w rejonie brasławskim, w sielsowiecie Mieżany.

## Historia
W dwudziestoleciu międzywojennym leśniczówka leżała w Polsce, w województwie nowogródzkim (od 1926 w województwie wileńskim), powiecie brasławskim, w gminie Brasław.
Powszechny Spis Ludności z 1921 roku nie podał danych dotyczących miejscowości. W 1931 w 1 domu zamieszkiwało 5 osób.
Miejscowość należała do parafii rzymskokatolickiej w Mieżanach. Podlegała pod Sąd Grodzki w Brasławiu i Okręgowy w Wilnie; właściwy urząd pocztowy mieścił się w Mieżanach.